# Marilyn Anne
Marilyn Anne er en tre-mastert skonnert bygget i 1919 i Marstal. Det er Danmarks størst bevarede fragtsejlskib. 38 meter langt og bærer 479 m2 sejl.
Skonnerten sejler til daglig som skoleskib med 9. – 10. klasses elever, som har brug for andre udfordringer end i folkeskolen.
Marilyn Anne er hjemhørende i Struer havn, og kan chartres til diverse arrangementer, når det ikke er ude at sejle med elever.